# Yunganastes
A Yunganastes a kétéltűek (Amphibia) osztályába, a békák (Anura) rendjébe és a Craugastoridae családba, azon belül a Ceuthomantinae alcsaládba tartozó nem.

## Nevének eredete
Nevét a kecsua yunga (párás erdő) és a görög nastes (lakó) szavakból alkották, utalva élőhelyére.

## Előfordulása
A nembe tartozó fajok Peru déli részén és Bolívia középső területein honosak.

## Rendszerezés
A nembe az alábbi fajok tartoznak:
- Yunganastes ashkapara (Köhler, 2000)
- Yunganastes bisignatus (Werner, 1899)
- Yunganastes fraudator (Lynch and McDiarmid, 1987)
- Yunganastes mercedesae (Lynch and McDiarmid, 1987)
- Yunganastes pluvicanorus (De la Riva and Lynch, 1997)